# اسپیدی گنزالس
اسپیدی گنزالس (به انگلیسی: Speedy Gonzales) یک شخصیت پویانمایی برای شرکت برادران وارنر لونی تونز می‌باشد که سریع‌ترین موش در مکزیک می‌باشد. اسپیدی گنزالس زبان انگلیسی را با لهجه اسپانیایی مکزیکی حرف زده و تسلط کامل به زبان اسپانیایی دارد. او معمولاً یک سمبررو زرد، تی‌شرت سفید و شال قرمز دارد.